# Episodi di Hope & Faith (prima stagione)
La prima stagione della sitcom Hope & Faith è stata trasmessa in prima visione negli Stati Uniti d'America da ABC dal 23 settembre 2003 al 14 maggio 2004.
In Italia è stata trasmessa in prima visione sul satellite da Fox Life, ed in chiaro da Canale 5 dal 5 giugno al 20 giugno 2006.
| nº | Titolo originale                        | Titolo italiano                  | Prima TV USA      | Prima TV Italia |
| -- | --------------------------------------- | -------------------------------- | ----------------- | --------------- |
| 1  | Pilot                                   | Zia Faith                        | 23 settembre 2003 | 5 giugno 2006   |
| 2  | Remembrance of Rings Past               | Alla ricerca dell'anello perduto | 3 ottobre 2003    |                 |
| 3  | The Un-Graduate                         | Caccia al diploma                | 10 ottobre 2003   |                 |
| 4  | Summary Judgment                        | 5.000 dollari                    | 17 ottobre 2003   |                 |
| 5  | About a Book Club                       | Il club del libro                | 24 ottobre 2003   |                 |
| 6  | Hope Has No Faith (The Halloween Story) | Hope non si fida                 | 31 ottobre 2003   |                 |
| 7  | Car Commercial                          | Avvenente Hal                    | 7 novembre 2003   |                 |
| 8  | Hope and Faith Get Randy                | Randy                            | 14 novembre 2003  |                 |
| 9  | Phone Home for the Holidays             | Il weekend del Ringraziamento    | 21 novembre 2003  |                 |
| 10 | Anger Management                        | Controllo della rabbia           | 5 dicembre 2003   |                 |
| 11 | Silent Night, Opening Night             | Il teatro secondo Faith          | 12 dicembre 2003  |                 |
| 12 | The Wedding                             | Il matrimonio                    | 9 gennaio 2004    |                 |
| 13 | Madam President                         | Il comitato di quartiere         | 23 gennaio 2004   |                 |
| 14 | The Diner Show                          | Cameriere per caso               | 6 febbraio 2004   |                 |
| 15 | Mismatch                                | Africa, che passione!            | 13 febbraio 2004  |                 |
| 16 | Charley's Baseball                      | La palla firmata                 | 20 febbraio 2004  |                 |
| 17 | Prom and Circumstance (Almost Paradise) | La Chevrolet                     | 27 febbraio 2004  |                 |
| 18 | Jury Duty                               | Il processo                      | 5 marzo 2004      |                 |
| 19 | Faith's Maid                            | La domestica di Faith            | 19 marzo 2004     |                 |
| 20 | Hope Gets a Job                         | Hope trova lavoro                | 9 aprile 2004     |                 |
| 21 | Faith's Husband                         | Il marito di Faith               | 16 aprile 2004    |                 |
| 22 | Jack's Back                             | Il ritorno di Jack               | 30 aprile 2004    |                 |
| 23 | Trade Show                              | Mostra mercato                   | 7 maggio 2004     |                 |
| 24 | Daytime Emmys (1)                       | Il sacro e profano (1ª parte)    | 14 maggio 2004    |                 |
| 25 | Daytime Emmys (2)                       | Il sacro e profano (2ª parte)    | 14 maggio 2004    | 20 giugno 2006  |